# Liste der Biografien/Werz
Liste der Biografien |
Portal Biografien |
Personensuche
# |
A |
B |
C |
D |
E |
F |
G |
H |
I |
J |
K |
L |
M |
N |
O |
P |
Q |
R |
S |
T |
U |
V |
W |
X |
Y |
Z |
?
 
Wa |
Wc |
Wd |
We |
Wh |
Wi |
Wj |
Wl |
Wn |
Wo |
Wr |
Ws |
Wt |
Wu |
Ww |
Wy |
Wz
 
Wea |
Web |
Wec |
Wed |
Wee |
Wef |
Weg |
Weh |
Wei |
Wej |
Wek |
Wel |
Wem |
Wen |
Weo |
Wep |
Wer |
Wes |
Wet |
Weu |
Wev |
Wew |
Wex |
Wey |
Wez
 
Wera |
Werb |
Werc |
Werd |
Were |
Werf |
Werg |
Werh |
Weri |
Werj |
Werk |
Werl |
Werm |
Wern |
Wero |
Werp |
Werr |
Wers |
Wert |
Weru |
Werv |
Werw |
Wery |
Werz
Die Liste der Biografien führt alle Personen auf, die in der deutschsprachigen Wikipedia einen Artikel haben. Dieses ist eine Teilliste mit 16 Einträgen von Personen, deren Namen mit den Buchstaben „Werz“ beginnt.

## Werz
- Werz, Andreas (* 1960), deutscher Konzertpianist und Hochschullehrer
- Werz, Anja (* 1994), Schweizer Unihockeyspielerin
- Werz, Daniel B. (* 1975), deutscher Chemiker
- Werz, Emil (1885–1957), deutscher Maler, Grafiker und Heraldiker
- Werz, Gerhard (1933–2015), deutscher Tischtennisspieler
- Werz, Helmut von (1912–1990), deutscher Architekt
- Werz, Livia (* 2000), Schweizer Unihockeyspielerin
- Werz, Luitpold (1907–1973), deutscher Botschafter
- Werz, Michael (* 1964), deutscher Philosoph und PolitikwissenschaftlerMichael Werz (* 1964)

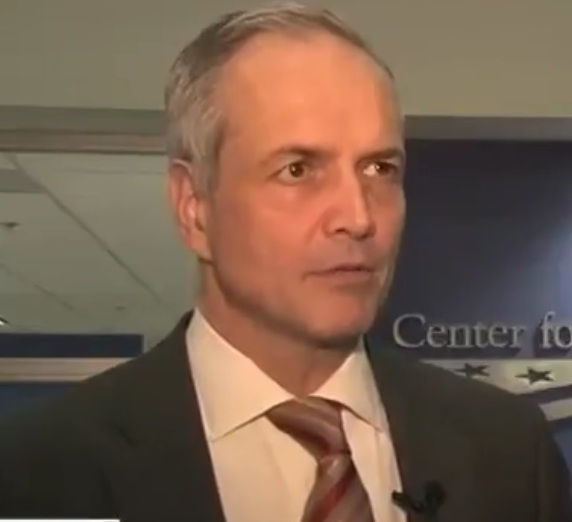
Michael Werz (* 1964)

- Werz, Nikolaus (* 1952), deutscher Politikwissenschaftler
- Werz, Robert von (1901–1969), deutscher Pharmakologe, Hochschullehrer, Stabsarzt und Widerstandskämpfer
- Werz, Ulrich (1964–2023), deutscher Altertumswissenschaftler und Numismatiker
- Werz, Wilfried (1930–2014), deutscher Bühnen- und Kostümbildner

### Werzl
- Werzlau, Joachim (1913–2001), deutscher Komponist

### Werzn
- Werzner, Wiktor Nikolajewitsch (1909–1980), ukrainisch-russischer Physiker, Erbauer des ersten sowjetischen Elektronenmikroskops und Hochschullehrer

### Werzo
- Werzowa, Walter (* 1960), österreichischer Musikproduzent